# Europese PGA Tour 1978
De Europese PGA Tour 1977 was het zevende seizoen van de Europese PGA Tour en werd georganiseerd door de Britse Professional Golfers' Association. Het seizoen bestond uit 21 toernooien.
Dit seizoen stond er drie nieuwe toernooien op de kalender: het Belgisch Open, het Jersey Open en het European Open. De Kerrygold International Classic, de Uniroyal International Championship, de Callers of Newcastle, de Skol Lager Individual en de Trophée Lancôme verdwenen van de kalender.

## Kalender
| Data  | Data  | Toernooi                             | Baan                             | Land                     | Winnaar          | Score     | Info                          |
| ----- | ----- | ------------------------------------ | -------------------------------- | ------------------------ | ---------------- | --------- | ----------------------------- |
| 12-04 | 15-04 | Portuguese Open                      | Penina Golf & Resort Le Meridien | Portugal                 | Howard Clark     | 291 (-1)  |                               |
| 19-04 | 22-04 | Spanish Open                         | Real Club de Golf El Prat        | Spanje                   | Brian Barnes     | 276 (-12) |                               |
| 20-04 | 23-04 | Madrid Open                          | Real Club de la Puerta de Hierro | Spanje                   | Howard Clark     | 282 (-6)  |                               |
| 04-05 | 07-05 | Italian Open                         | Pevero Golf Club                 | Italië                   | Dale Hayes       | 293 (-5)  |                               |
| 12-05 | 15-05 | French Open                          | La Boule Golf Club               | Frankrijk                | Dale Hayes       | 269 (-19) |                               |
| 18-05 | 21-05 | Martini International                | RAC Golf & Country Club          | Engeland                 | Seve Ballesteros | 270 (-18) |                               |
| 26-05 | 29-05 | Penfold PGA Championship             | Royal Birkdale Golf Club         | Engeland                 | Nick Faldo       | 278 (-10) |                               |
| 01-06 | 04-06 | B.A./Avis Open                       | La Moye Golf Club                | Jersey                   | Brian Huggett    | 271 (-13) | Nieuw toernooi                |
| 08-06 | 11-06 | Belgian Open                         | Koninklijke Golf Club van België | België                   | Noel Ratcliffe   | 280 (-12) | Nieuw toernooi                |
| 15-06 | 18-06 | Greater Manchester Open              | Wilmslow Golf Club               | Engeland                 | Brian Barnes     | 275 (-5)  |                               |
| 28-06 | 01-07 | Sun Alliance Match Play Championship | Dalmahoy Golf Club               | Schotland                | Mark James       | -         |                               |
| 12-07 | 15-07 | The Open Championship                | St Andrews Links                 | Schotland                | Jack Nicklaus    | 281 (-7)  |                               |
| 21-07 | 23-07 | Dutch Open                           | Noordwijkse Golfclub             | Nederland                | Bob Byman        | 214 (-2)  | Afgewerkt in drie speelronden |
| 27-07 | 30-07 | German Open                          | Golf und Land Club Köln          | Bondsrepubliek Duitsland | Seve Ballesteros | 268 (-20) |                               |
| 03-08 | 06-08 | Scandinavian Enterprise Open         | Vasatorps GK                     | Zweden                   | Seve Ballesteros | 279 (-9)  |                               |
| 09-08 | 12-08 | Benson & Hedges Festival             | Fulford Golf Club                | Engeland                 | Lee Trevino      | 274 (-10) |                               |
| 24-08 | 27-08 | Carroll's Irish Open                 | Potmarnock Golf Club             | Ierland                  | Ken Brown        | 281 (-7)  |                               |
| 31-08 | 03-09 | Swiss Open                           | Golf Club Crans-sur-Sierre       | Zwitserland              | Seve Ballesteros | 272 (-8)  |                               |
| 07-09 | 10-09 | Tournament Players Championship      | Foxhills Golf Club               | Engeland                 | Brian Waites     | 286 (-6)  |                               |
| 04-10 | 07-10 | Dunlop Masters                       | St. Pierre Golf & Country Club   | Wales                    | Tommy Horton     | 279 (-5)  |                               |
| 19-10 | 22-10 | European Open                        | Walton Heath Golf Club           | Engeland                 | Bobby Wadkins    | 283 (-5)  | Nieuw toernooi                |

## Order of Merit
De Order of Merit wordt gebaseerd op basis van een puntenstelsel en niet op basis van het verdiende geld.
| Rang | Speler            | Land        | Prijzengeld (£) |
| ---- | ----------------- | ----------- | --------------- |
| 1    | Seve Ballesteros  | Spanje      | 54.348          |
| 2    | Dale Hayes        | Zuid-Afrika | 43.891          |
| 3    | Nick Faldo        | Engeland    | 37.912          |
| 4    | Ken Brown         | Schotland   | 29.843          |
| 5    | Howard Clark      | Engeland    | 32.739          |
| 6    | Neil Coles        | Engeland    | 30.348          |
| 7    | Mark James        | Engeland    | 27.861          |
| 8    | Brian Barnes      | Schotland   | 23.386          |
| 9    | Bernard Gallacher | Schotland   | 21.812          |
| 10   | Tommy Horton      | Engeland    | 18.007          |